# Guéridon
Pour les articles homonymes, voir Guéridon (homonymie).

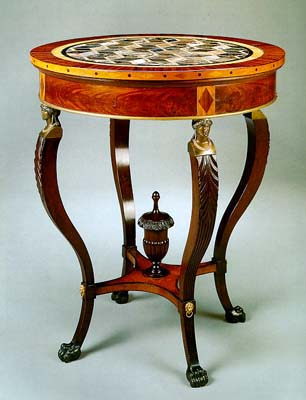
Guéridon de style Empire par l'èbeniste Charles-Honoré Lannuier

Un guéridon est une petite table le plus souvent ronde, parfois ovale, rectangulaire ou carrée, à un seul tiroir, à piétement central ou à trois, quatre ou cinq pieds et qui sert à supporter des objets légers, décoratifs ou non.
Les pieds sont souvent reliés par une entretoise ornementale (dite « tablette entrejambe » pour les styles Louis XV et XVI)[réf. nécessaire].
Dans certains cas, elle se permute en petite table reposant généralement sur un support central se terminant par trois doigts reposant au sol à partir du style Empire . Ce type de meuble utilisé dans l'antiquité comme en témoignent les guéridons trouvés à Herculanum et Pompéi est réapparu en France vers le milieu du XVIIe siècle, puis plus tard dans le style Louis XVI et les suivants. La table « bouillotte » est un guéridon de forme ronde à quatre pieds, souvent recouverte de marbre, cerclé avec une galerie en laiton ajouré et comprenant de petits tiroirs et des tirettes en ceinture.

## Histoire
Le nom de guéridon proviendrait d'un personnage de comédie, un jeune esclave noir appelé Guéridon, et il est certain qu'à l'origine au XVIIe siècle le guéridon, avant de devenir un porte-lumière mobile d'allure architecturale (composé d'un pied et d'un plateau sur lequel était posé un candélabre), est figuré sous la forme d'un Noir qui porte un candélabre.

## Service au guéridon
Au XIXe siècle, le service à table dit à la française est progressivement remplacé par le service à la russe où les convives sont servis à la portion ; c’est-à-dire que les plats sont placés sur un guéridon à roulettes, conservés au chaud et présentés un à un, alors que dans l'ordre français, ceux-ci se refroidissent rapidement et offrent moins d'attrait pour les convives. Ce guéridon servait également à la découpe des pièces de viande et au flambage sous l'œil des convives.

## Galerie

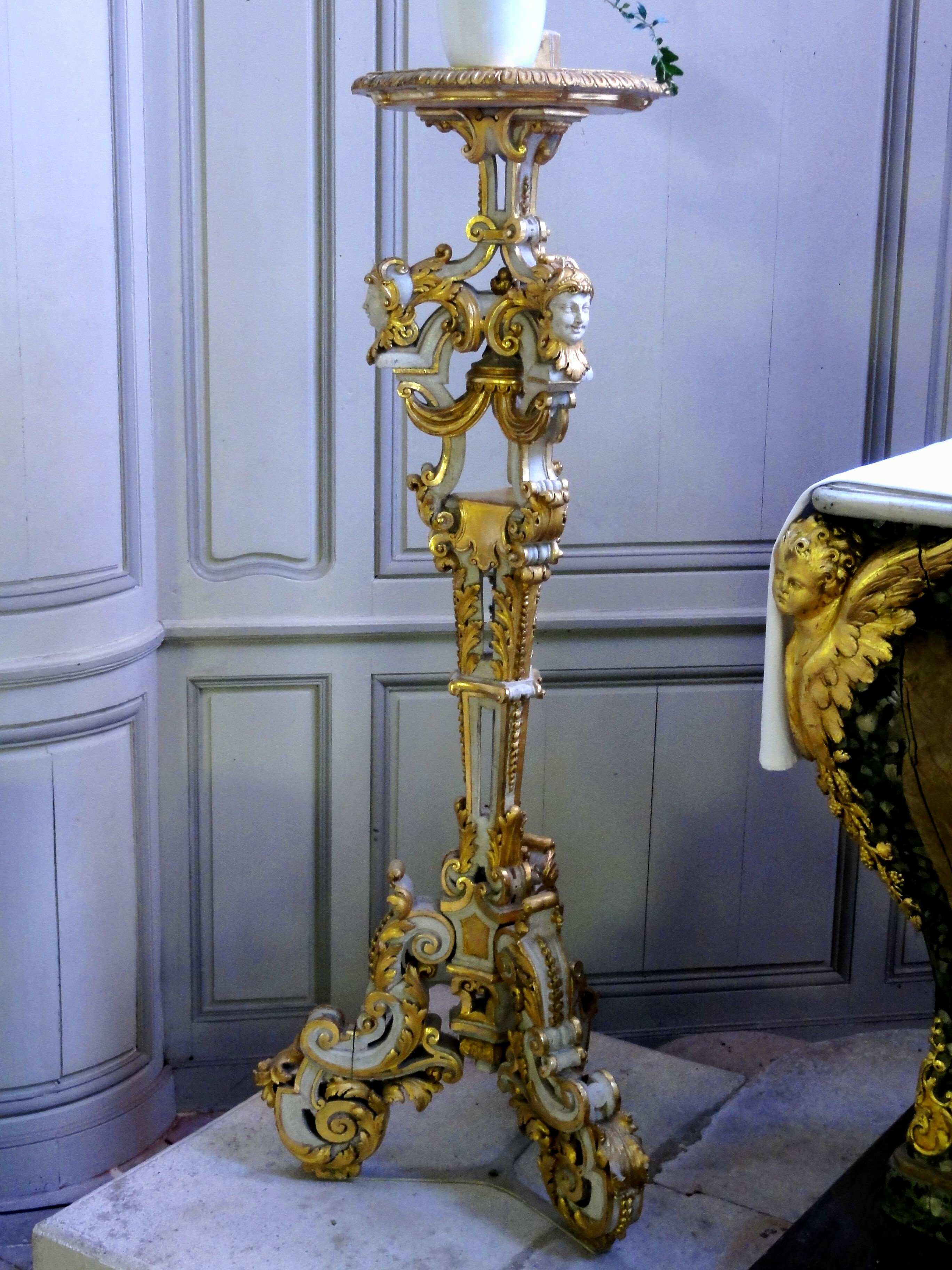
Guéridon porte-torchère en bois doré de style Louis XIV
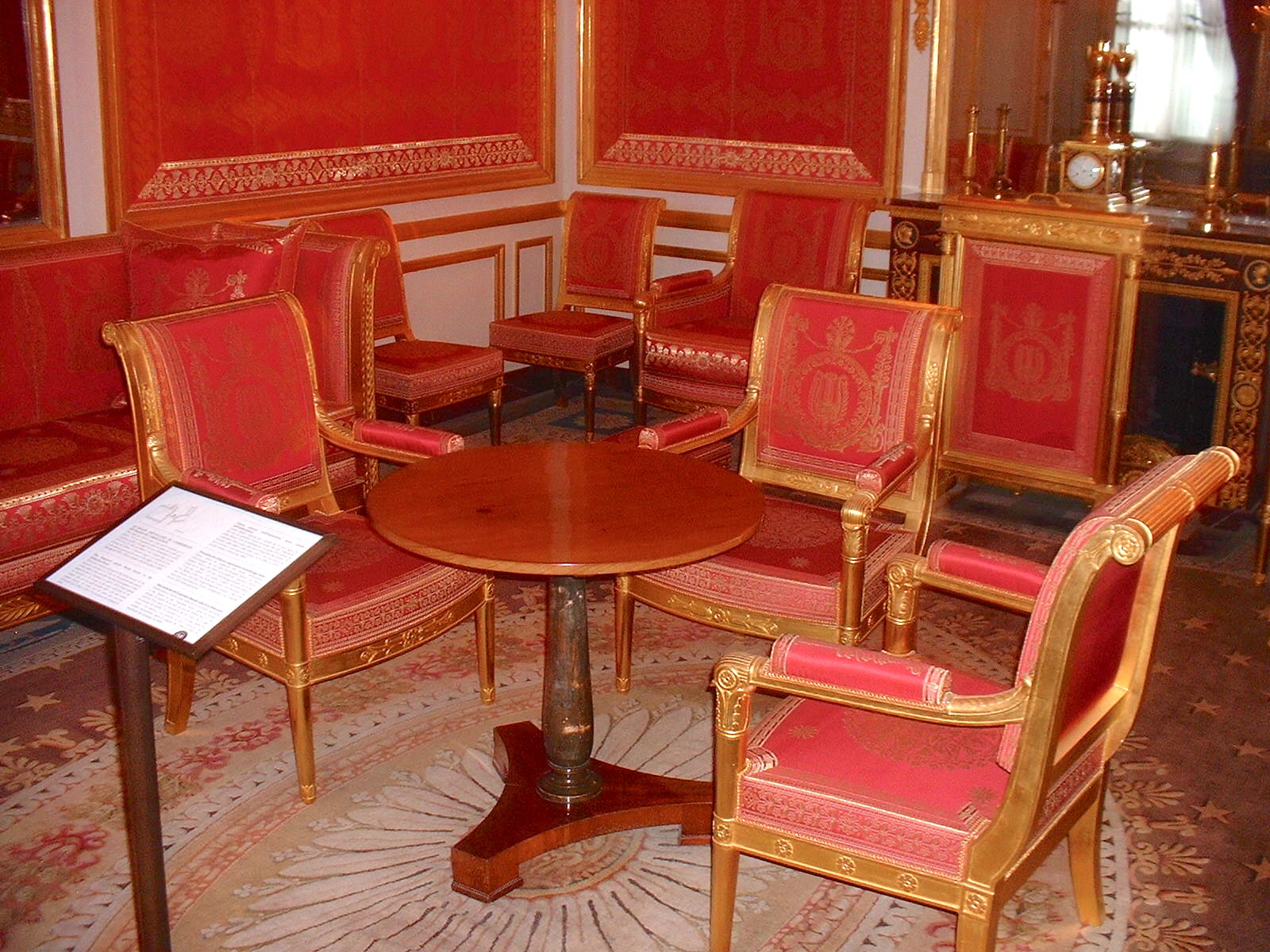
Guéridon à Fontainebleau.
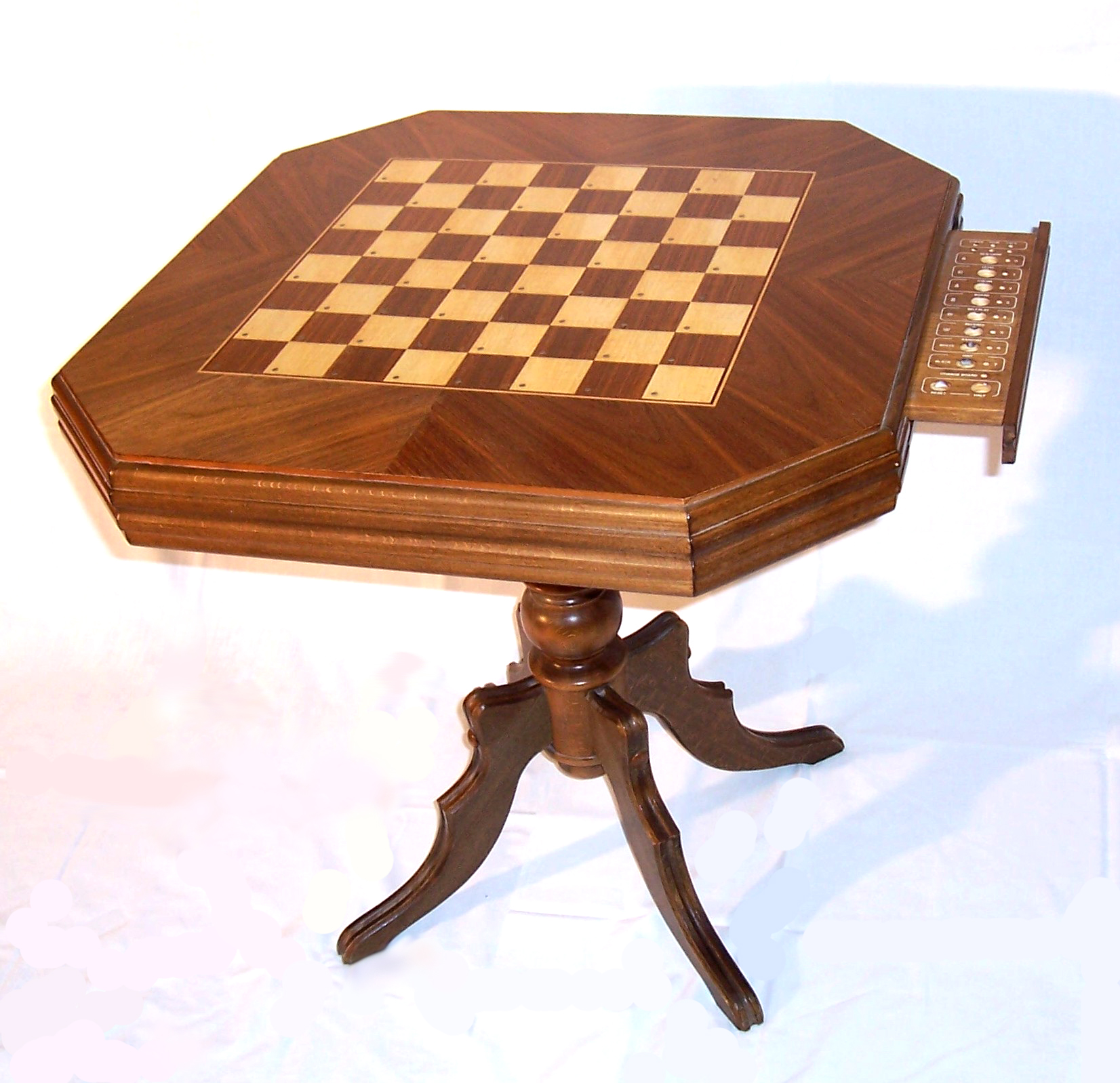
Table guéridon mosaïque avec plateau d'échecs.
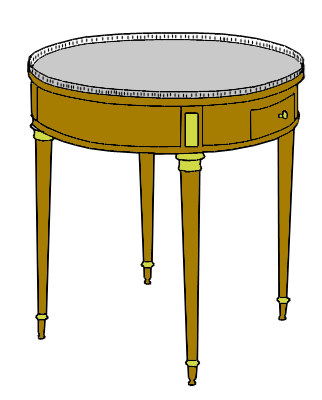
Table guéridon type « jeu de bouillotte[5] ».